# 第1回ゴールデングローブ賞
第1回ゴールデングローブ賞

1944年1月
作品賞: 

聖処女
第1回ゴールデングローブ賞（だい1かいゴールデングローブしょう）は、1943年の映画を対象としており、1944年1月末にカリフォルニア州ロサンゼルスの20世紀フォックスのスタジオで開かれた。
作品賞は『聖処女』が受賞した。

## 受賞
- 男優賞: 
  - ポール・ルーカス - 『ラインの監視』

- 女優賞: 
  - ジェニファー・ジョーンズ - 『聖処女』

- 監督賞: 
  - ヘンリー・キング - 『聖処女』

- 作品賞: 
  - 『聖処女』

- 助演男優賞: 
  - エイキム・タミロフ - 『誰が為に鐘は鳴る』

- 助演女優賞: 
  - カティーナ・パクシヌー - 『誰が為に鐘は鳴る』